# حكومة الهادي نويرة

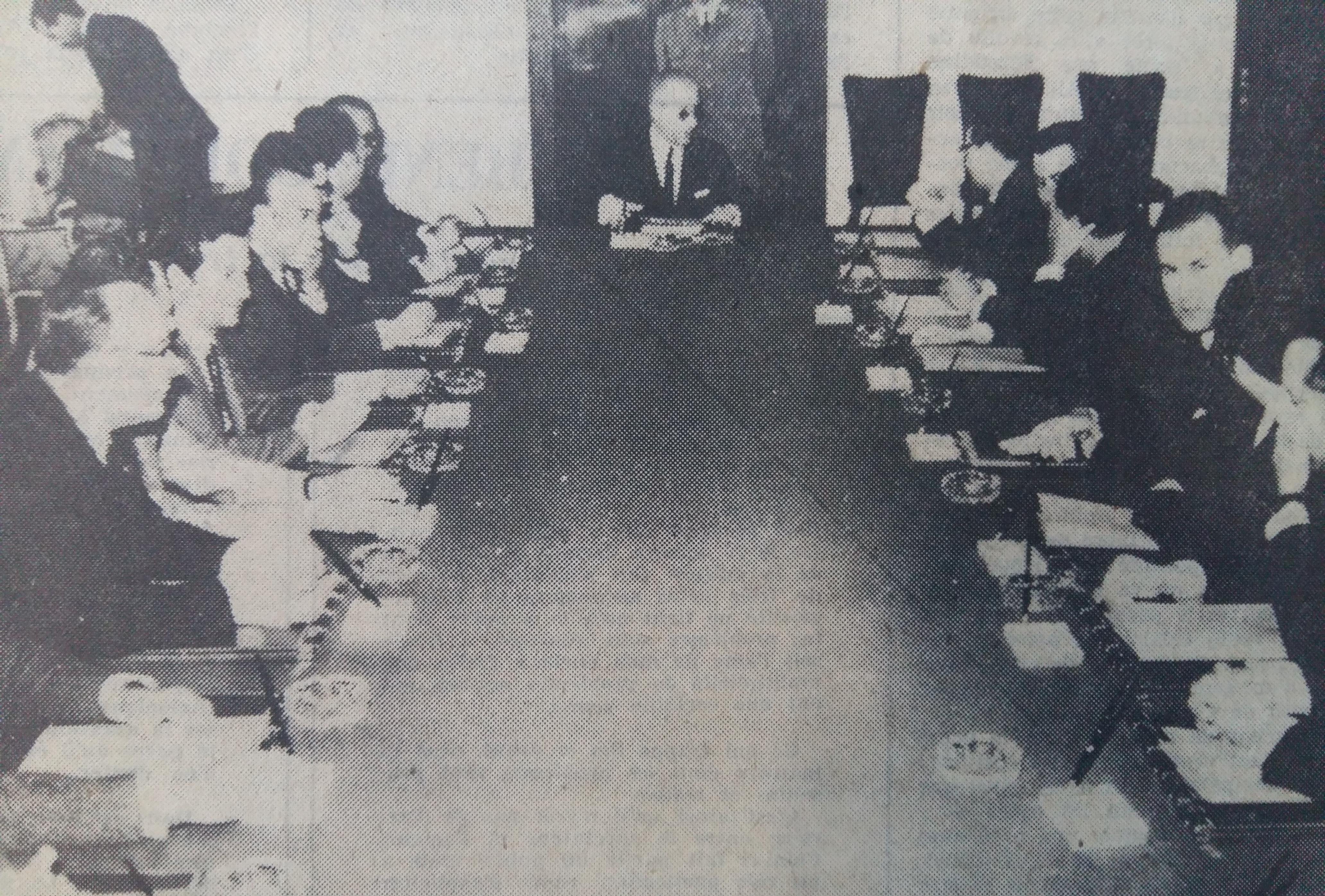
انتصاب حكومة الهادي نويرة.

حكومة الهادي نويرة هي حكومة تونسية ترأسها الهادي نويرة. الهادي نويرة سمي وزيرا أول مؤقت وذلك في 9 أكتوبر 1970 بسبب غياب الوزير الأول الباهي الأدغم الذي كان في القاهرة منذ 21 سبتمبر حيث لعب دور الوسيط بين الأردنيين والفلسطينيين أثناء أزمة أيلول الأسود. ثم في 6 نوفمبر أعلن عن تكوين حكومته التي قادها حتى 23 أبريل 1980.

## التركيبة الأولى للحكومة
تكونت الحكومة في 6 نوفمبر 1970 برئاسة الباهي الأدغم.

### الوزراء
| الصورة | الحقيبة الوزارية                          | الاسم             | الحزب | الحزب                    |
| ------ | ----------------------------------------- | ----------------- | ----- | ------------------------ |
|        | الوزير الأول                              | الهادي نويرة      |       | الحزب الاشتراكي الدستوري |
|        | وزير العدل                                | محمد الفيتوري     |       | الحزب الاشتراكي الدستوري |
|        | وزير الشؤون الخارجية                      | محمد المصمودي     |       | الحزب الاشتراكي الدستوري |
|        | وزير الداخلية                             | أحمد المستيري     |       | الحزب الاشتراكي الدستوري |
|        | وزير الدفاع                               | حسيب بن عمار      |       | الحزب الاشتراكي الدستوري |
|        | وزير المالية                              | عبد الرزاق الرصاع |       | الحزب الاشتراكي الدستوري |
|        | وزير الاقتصاد الوطني                      | التيجاني الشلي    |       | الحزب الاشتراكي الدستوري |
|        | وزير الفلاحة                              | عبد الله فرحات    |       | الحزب الاشتراكي الدستوري |
|        | وزير التربية الوطنية                      | الشاذلي العياري   |       | الحزب الاشتراكي الدستوري |
|        | وزير الصحة العمومية                       | إدريس قيقة        |       | الحزب الاشتراكي الدستوري |
|        | وزير الأشغال العامة والإسكان              | الأسعد بن عصمان   |       | الحزب الاشتراكي الدستوري |
|        | وزير الشؤون الثقافية والإعلام             | الحبيب بولعراس    |       | الحزب الاشتراكي الدستوري |
|        | وزير الشباب والرياضة                      | الطاهر بلخوجة     |       | الحزب الاشتراكي الدستوري |
|        | وزير مندوب لدى الوزير الأول مكلف بالتخطيط | منصور معلى        |       | الحزب الاشتراكي الدستوري |

### كتاب الدولة
| الصورة | الحقيبة الوزارية                 | معتمد لدى                   | الاسم           | الحزب | الحزب                    |
| ------ | -------------------------------- | --------------------------- | --------------- | ----- | ------------------------ |
|        | الكاتب العام للحكومة             | الوزارة الأولى              | بكار التوزاني   |       | الحزب الاشتراكي الدستوري |
|        | كاتب دولة للشؤون الاجتماعية      | وزارة الشؤون الاجتماعية     | الصادق بن جمعة  |       | الحزب الاشتراكي الدستوري |
|        | كاتب دولة للبريد والبرق والهاتف  | وزارة البريد والبرق والهاتف | الحبيب بن الشيخ |       | الحزب الاشتراكي الدستوري |
|        | كاتب دولة للاقتصاد الوطني        | وزارة الاقتصاد الوطني       | المكي الزيدي    |       | الحزب الاشتراكي الدستوري |
|        | كاتب دولة للفلاحة                | وزارة الفلاحة               | مصطفى الزعنوني  |       | الحزب الاشتراكي الدستوري |
|        | كاتب دولة للفلاحة                | وزارة الفلاحة               | محمد غديرة      |       | الحزب الاشتراكي الدستوري |
|        | كاتب دولة للتعليم التقني والمهني | زارة التربية الوطنية        | فرج الجباس      |       | الحزب الاشتراكي الدستوري |